# Xysticus zonshteini
Xysticus zonshteini är en spindelart som beskrevs av Yuri M. Marusik 1989. Xysticus zonshteini ingår i släktet Xysticus och familjen krabbspindlar. Inga underarter finns listade i Catalogue of Life.